# 127 시간
《127 시간》(영어: 127 Hours)은 대니 보일 감독의 2010년 전기 심리 생존 드라마 영화이다. 2003년 청년 에런 랠스턴이 미국 유타주 협곡 블루존 캐니언 등반 도중 협곡 사이로 추락하며 큰 바위에 오른팔이 끼는 사고를 당하고 살아남기 위해 직접 자신의 한쪽 팔을 잘라낸 충격 실화를 영화로 담았다. 에런 랠스턴 역은 《스파이더맨》 시리즈에서 해리 오스본 역을 맡았던 제임스 프랭코가 열연했다.

## 줄거리
2003년 4월 말 무렵, 캐니어닝을 즐기는 독신남 에런 랠스턴(제임스 프랭코 분)은 홀로 암벽 등반에 나선다.
언제나처럼 그는 가벼운 하이킹 장비를 챙겨들고 SUV를 몰고 유타주 캐니언랜즈 국립공원으로 향한다. 에런은 그곳에서 하이킹을 즐기던 크리스티(케이트 메라 분)와 메건(앰버 탬블린 분)을 만나 지도에도 나와있지 않은 협곡 깊숙히 숨겨진 호수를 안내해준다.
그들과 헤어져 혼자 산행을 계속하던 에런은 두 절벽 사이에 매달린 바위를 밟다가 그만 함께 굴러 떨어진다. 눈 깜짝할 사이에 에런의 오른쪽 팔이 바위와 절벽 사이에 끼어버린다. 오도 가도 못하는 상황에서 에런은 닷새를 버틴다.
갖고 온 물도 다 마시고 구조의 손길도 요원한 순간 그는 마침내 주머니칼로 자신의 팔을 잘라내기로 한다.

## 출연
- 제임스 프랭코 - 에런 랠스턴 역
- 케이트 메라 - 크리스티 무어 역
- 앰버 탬블린 - 메건 맥브라이드 역
- 클레망스 포에지 - 라나 역
- 리지 캐플런 - 소니아 랠스턴 역
- 케이트 버턴 - 도나 랠스턴 역
- 트리트 윌리엄스 - 래리 랠스턴 역